# Lhospitalet
Lhospitalet é uma comuna francesa na região administrativa de Occitânia, no departamento de Lot. Estende-se por uma área de 14,65 km². Em 2010 a comuna tinha 516 habitantes (densidade: 35,2 hab./km²).